# فرازبان
فرازبان اصطلاحی در زبان‌شناسی است و به زبانی گفته می‌شود که برای توصیف یک زبان دیگر به کار می‌رود. فرازبان‌ها افزون بر زبان‌شناسی در حوزه‌های دیگری نظیر ریاضیات، منطق، فیزیک و مهندسی رایانه مورد بررسی قرار می‌گیرند. اصطلاحاتی مانند قضیه، متغیر، فعل، ضرب، مقدم، تالی و... بخشی از فرازبان‌ها به شمار می‌روند.
از فرازبان‌ها برای نظریه‌پردازی دربارهٔ زبان‌ها استفاده می‌شود. به زبان مورد مطالعهٔ فرازبان، زبان موضوع یا زبان مقصود (به انگلیسی: Object language) گفته می‌شود. باید توجه داشت که قرارگیری یک زبان در جایگاه فرازبان یا زبان موضوع امری نسبی است، برای مثال زبان «ب» ممکن است برای زبان «آ» یک فرازبان به شمار آید و «ج» فرازبانی برای «ب» باشد. به این ترتیب «ب» فرازبانی برای «آ» و یک زبان موضوع برای «ج» خواهد بود.

### مآخذ
- Christakos, G. (2010). Integrative Problem-Solving in a Time of Decadence (به انگلیسی). Springer Netherlands. Retrieved 2015-03-21.
- Carpenter, B. (1997). Type-logical Semantics. A Bradford book (به انگلیسی). MCGRAW HILL BOOK Company. Retrieved 2015-03-21.